# Achelia watamu
Achelia watamu is een zeespin uit de familie Ammotheidae. De soort behoort tot het geslacht Achelia. Achelia watamu werd in 1990 voor het eerst wetenschappelijk beschreven door Müller. 